# 배방역
배방역(Baebang station, 排芳驛)은 충청남도 아산시 배방읍 구령리에 있는 장항선 상 수도권 전철 1호선의 전철역이다. 근처에 호서대학교 아산캠퍼스가 있다.

## 연혁
- 1922년 6월 1일 : 충청남도 아산군 배방면 공수리 68번지에서 모산역(毛山驛, 무배치간이역)으로 영업 개시[2]
- 1926년 1월 1일 : 보통역으로 승격
- 1950년 11월 10일 : 무배치간이역으로 격하
- 1951년 7월 31일 : 보통역으로 승격
- 1983년 2월 1일 : 수소화물 취급 중지[3]
- 1986년 11월 22일 : 역사 개축 준공
- 1995년 2월 1일 : 화물취급 중지[4]
- 1997년 10월 15일 : 배치간이역으로 격하[5]
- 1998년 12월 1일 : 장항선 전구간 비둘기호 운행중단
- 2001년 6월 1일: 장항선 전 통일호 열차 전산화. 다만, 비둘기호 시절 제외하고 기존에는 에드몬슨 승차권을 발매하지 않고 전산 승차권만 발매했으나 통일호 승차권 전산 발매(지정공통승차권)로 좌석 지정화.
- 2001년 7월 1일 : 화물취급 재개[6]
- 2004년 4월 1일 : 장항선 통일호 운행중단
- 2005년 5월 9일: 철도승차권 단말기 철거 및 발매 중지
- 2007년 3월 30일 : 현 위치인 구령리로 역사 이설과 함께 배방역으로 역명 변경, 일반 열차 여객 취급 중지[7]
- 2008년 12월 15일 : 수도권 전철 1호선 천안 - 신창 구간 운행 개시
- 2009년 7월 1일 : 역명에 '(호서대)'를 부기
- 2009년 10월 31일 : 화물취급 중지[8]
- 2010년 1월 21일: 당정역 개업으로 1호선 역번호가 P172번에서 P174번으로 변경
- 2012년 7월 1일 : 호서대 부기 해제

## 역 구조
2면 4선의 쌍섬식 승강장이다. 출구는 2개이다. 수도권 전철 1호선 이외 모든 여객열차는 무정차 통과한다. 스크린도어가 설치되어 있다. 수도권 전철 1호선의 장항선 상 역들 중 유일하게 대피선이 설치되어 있는 역이다.

### 승강장
| ↑ 탕정          |
| １２ \| ３４ \| |
| 온양온천 ↓      |

| 1 | ● 수도권 전철 1호선 | 사용하지 않음               |
| 2 | ● 수도권 전철 1호선 | 천안 · 서울역 · 광운대 방면 |
| 3 | ● 수도권 전철 1호선 | 온양온천 · 신창 방면        |
| 4 | ● 수도권 전철 1호선 | 사용하지 않음               |

## 역 주변
- 배방산
- 배방읍행정복지센터
- 선문대학교 아산캠퍼스
- 호서대학교 아산캠퍼스
- 배방119안전센터
- 아산세무서
- 아산배방우체국
- 배방초등학교
- 아산배방중학교
- 구령2리 마을회관

## 승차량 변동
| 노선   | 승차 인원 | 승차 인원 | 승차 인원 | 승차 인원 | 승차 인원 | 승차 인원 | 승차 인원 | 승차 인원 | 승차 인원 | 승차 인원 | 주 석 |
| 노선   | 2008년    | 2009년    | 2010년    | 2011년    | 2012년    | 2013년    | 2014년    | 2015년    | 2016년    | 2017년    | 주 석 |
| ------ | --------- | --------- | --------- | --------- | --------- | --------- | --------- | --------- | --------- | --------- | ----- |
| 장항선 | 480       | 707       | 788       | 878       | 809       | 866       | 1,002     | 924       | 1,017     | 1,084     | [ 9 ] |
| 장항선 | 2018년    | 2019년    | 2020년    | 2021년    | 2022년    |           |           |           |           |           | [ 9 ] |
| 장항선 | 1,037     | 1,094     | 784       | 885       | 1,092     |           |           |           |           |           | [ 9 ] |

## 인접한 역
| 장항선                                                      | 장항선                                                      | 장항선                                      |
| ----------------------------------------------------------- | ----------------------------------------------------------- | ------------------------------------------- |
| P173 탕정 광운대 방면 청량리 (지하) 방면 서울역 (지상) 방면 | ● 수도권 전철 1호선 경부선 완행 경부선 급행 A 경부선 급행 B | P176 온양온천 신창 방면 신창 방면 신창 방면 |

## 사건 및 사고
- 모산역 이였을 때의 사고였다. 1970년 10월 14일 충청남도 아산군 배방면 공수리(현 아산시 배방읍 공수리) 모산역 부근에 위치하던 건널목을 건너던 관광버스가 열차에 부딪혀 일어난 사고이다. 이 사고로 학생 45명이 숨지고 30명이 중상을 입었다.